# 178P/Hug-Bell
178P/Hug-Bell – kometa krótkookresowa z rodziny komet Jowisza.

## Odkrycie
Kometę tę odkryli 10 grudnia 1999 roku Gary Hug i Graham E. Bell.

## Orbita komety i właściwości fizyczne
Orbita komety 178P/Hug-Bell ma kształt elipsy o mimośrodzie 0,47. Jej peryhelium znajduje się w odległości 1,93 j.a., aphelium zaś 5,41 j.a. od Słońca. Jej okres obiegu wokół Słońca wynosi 7,03 roku, nachylenie do ekliptyki to wartość 10,97˚.
Średnica jądra tej komety to maks. kilka km.